# Henri Sévérin Béland

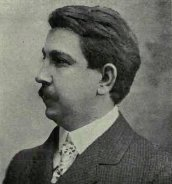
Henri Sévérin Béland (1906)

Hon. Henri Sévérin Béland, PC (* 11. Oktober 1869 in Louiseville, Québec; † 22. April 1935 in Pittsburg, Ontario) war ein kanadischer Politiker der Parti libéral du Québec und der Liberalen Partei Kanadas, der unter anderem zwischen 1902 und 1925 Mitglied des Unterhauses sowie anschließend von 1925 bis zu seinem Tode 1935 Mitglied des Senats war. Damit gehörte er mehr als 33 Jahren dem Parlament von Kanada an. Er fungierte zudem zeitweise als Minister im achten sowie im zwölften kanadischen Kabinett.

## Leben
Henri Sévérin Béland war nach einem Studium der Medizin an der Universität Laval als Arzt in seiner Geburtsstadt Louiseville tätig. Er begann seine politische Laufbahn für die Parti libéral du Québec in der Kommunalpolitik und fungierte zwischen 1897 und 1899 als Bürgermeister von Saint-Joseph-de-Beauce. Zugleich wurde er am 11. Mai 1897 im Wahlkreis „Beauce“ zum Mitglied der Nationalversammlung von Québec gewählt und gehörte dieser bis zum 7. Januar 1902 an. Nachdem der bisherige Abgeordnete Joseph Godbout am 4. April 1901 zum Mitglied des Bundessenats für Québec ernannt worden war, wurde er als dessen Nachfolger für die Liberale Partei Kanadas bei einer Nachwahl am 8. Januar 1902 im Wahlkreis Beauce erstmals zum Mitglied des Unterhauses gewählt. Er gehörte dem Unterhaus nach seinen Wiederwahlen am 3. November 1904, 26. Oktober 1908, 21. September 1911, 17. Dezember 1917 und 6. Dezember 1921 mit einer kurzen formellen Unterbrechung (28. Dezember 1921 bis 19. Januar 1922) bis zum 4. September 1925 an. Während seiner Mitgliedschaft war er während der elften bis zur 14. Legislaturperiode Mitglied zahlreicher Ständiger Ausschüsse und Sonderausschüsse sowie Gemeinsamer Ständiger Ausschüsse des Parlaments.

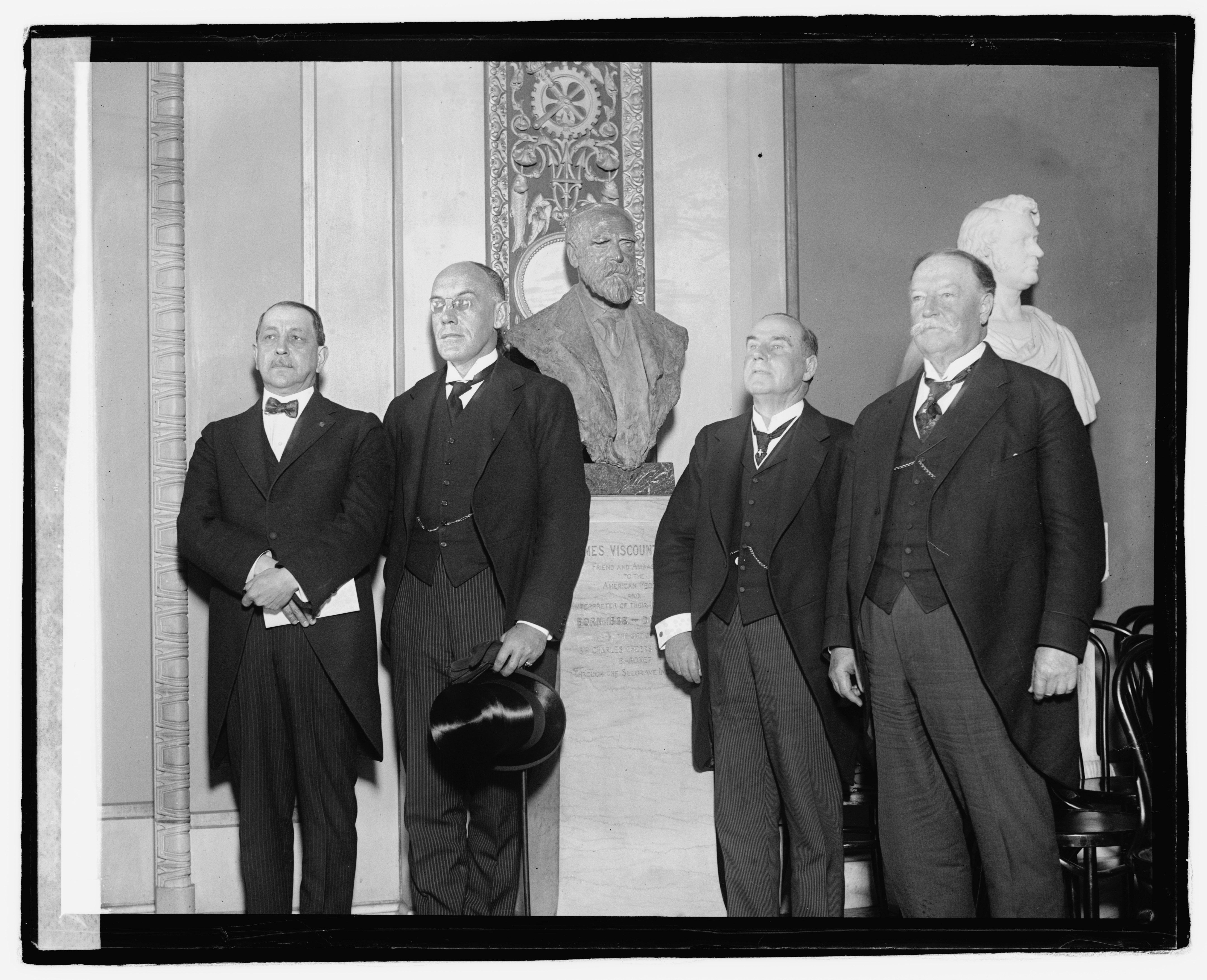
Béland (links) mit dem damaligen US-Präsidenten William Howard Taft (rechts), 1910

Als Nachfolger von Rodolphe Lemieux wurde Béland am 19. August 1911 zum Postminister in das achte kanadische Kabinett unter Premierminister Wilfrid Laurier berufen und bekleidete dieses Amt bis zum 6. Oktober 1911 an. Er nahm als Militärarzt der Canadian Army in Belgien am Ersten Weltkrieg teil, verbrachte bis 1918 drei Jahre in deutscher Kriegsgefangenschaft und wurde später zum Ehrenoberst des „Beauce Regiment“ ernannt. Am 29. Dezember 1921 wurde er in das zwölfte Kabinett unter Premierminister William Lyon Mackenzie King berufen und übernahm in diesem bis zum 14. April 1926 die Ämter als Gesundheitsminister sowie als Minister für zivile Wiedereingliederung von Soldaten.
Am 5. September 1925 wurde Béland als Nachfolger des am 13. August 1924 verstorbenen Joseph Bolduc von Premierminister King zum Mitglied des Bundessenats ernannt und vertrat in diesem bis zu seinem Tode am 22. April 1935 die Interessen der Region Lauzon in der Provinz Québec. Während seiner Senatszugehörigkeit war er in der 15. Legislaturperiode (1925 bis 1926), 16. Legislaturperiode (1926 bis 1930) und der 17. Legislaturperiode (1930 bis 1925) mit kurzen Unterbrechungen Vorsitzender des Ständigen Ausschusses für öffentliche Gesundheit und Lebensmittelkontrolle sowie zeitweilig noch Vorsitzender verschiedener Sonderausschüsse für bestimmte Gesetzgebungsverfahren wie beispielsweise zum Gesetz über Kriegsveteranenzulagen sowie zu einem Gesetz zur Änderung des Rentengesetzes. Er gehörte bei seinem Tode mehr als 33 Jahren dem Parlament von Kanada an. Nach seinem Tode wurde Eugène Paquet von Premierminister Richard Bedford Bennett am 14. August 1935 zum neuen Senator für Québec ernannt.